# Henri Pérignon
Pour les articles homonymes, voir Pérignon.
Henri Alexandre Pérignon, né le 14 octobre 1879 à Sèvres dans la Seine et mort le 18 juin 1990 à Saint-Arnoult dans le Calvados, est un supercentenaire français. Il a été doyen masculin des Français mais aussi doyen masculin de l'humanité.

## Biographie
Né à Sèvres au domicile de ses parents, 9 Rue du Colombier, il est le fils de Henri Joseph Pérignon, 37 ans, journalier, et de Victorine Tondu, 29 ans, couturière, tous deux mariés. 
Il se marie le 16 janvier 1904 à Boulogne (Seine).
Il exerce la profession de blanchisseur à Boulogne. En 1930, il s'installe à Cabourg où il travaille dans une blanchisserie-teinturerie.
Mobilisé en août 1914 dans l'infanterie territoriale, Henri Pérignon est transféré dans le train des équipages militaires comme automobiliste en mars 1915, puis au service automobile du 13e régiment d'artillerie en qualité de conducteur en juillet suivant. Il est réformé en février 1916 pour la perte de l'œil gauche à la suite d'un accident en service commandé (inflammation traumatique aigüe du globe due à la pénétration de poussières dans l'orbite lors d'un trajet automobile à Choisy-le-Roi). Cette infirmité définitive lui vaut l'attribution d'une pension d'invalidité en 1917.